# Wolfgang Borges
Wolfgang Borges (* 28. Dezember 1938 in Hannover; † 14. März 2014 in Travemünde) war ein deutscher Filmregisseur, Filmproduzent, Kameramann, Museumsdirektor und Autor. Bekannt wurde er insbesondere durch seine Technik- und Expeditionsfilme.

## Leben
Wolfgang Borges studierte nach dem Abitur Theaterwissenschaft, Filmregie, Fotografie und Montangeschichte.
1960 begründete er das Unternehmen UTV-Film-Fernsehen. Zudem wirkte als Regisseur für Theater, Film, Fernsehen und Rundfunk und beteiligte sich nebenher an montanarchäologischen Forschungsprojekten. 1975 begründete er das Niedersächsische Bergbaumuseum, das er als Direktor von 1977 an als Bergbaumuseum Grube Lautenthalsglück bis 2004 leitete. Träger des Museums in der Stadt Langelsheim war die in Hannover ansässige UTV-Film.
Borges war Mitglied der Gilde professioneller Filmschaffender sowie Mitglied im Deutschen Museumsbund.
Neben seiner 1982 erschienenen Schrift Gesichter im Grubenlicht produzierte Borges verschiedene, ungedruckte Drehbücher sowie rund 260 Filme für das deutsche und internationale Fernsehen und rund 340 Sendungen für den Hörfunk. Er drehte Dokumentarfilme für den Norddeutschen Rundfunk, aber auch Werbefilme. Der Film Der große Garten, bei dem Wolfgang Borges die Kamera führte, wurde im Jahr 1965 für den Oscar nominiert.
Borges wurde für seine Arbeiten mit zahlreichen Auszeichnungen geehrt.

## Werke (Auswahl)

### Schriften
- Gesichter im Grubenlicht, Hildesheim: Lax, 1982, ISBN 978-3-7848-5002-3 und ISBN 3-7848-5002-2

### Filme
- 1965: Der große Garten (Dokumentarfilm, Kurzfilm – Kameraführung)[3]
- 1974: Dampflok 051784-7 – Abgesang auf eine Maschine
- 1975: Der rote Faden[3]
- 1986: Vorstoß in die Gruben von gestern (Dokumentarfilm)[3]